# Piper chuarense
Piper chuarense är en pepparväxtart som beskrevs av M.A.Jaram. & Callejas. Piper chuarense ingår i släktet Piper och familjen pepparväxter. Inga underarter finns listade i Catalogue of Life.